# Steganacarus carusoi
Steganacarus carusoi är en kvalsterart som beskrevs av Bernini och Avanzati 1989. Steganacarus carusoi ingår i släktet Steganacarus och familjen Phthiracaridae. Inga underarter finns listade i Catalogue of Life.